# Jorge Bolaños
Jorge Bolaños   (Guayaquil, 26 d'agost de 1944 - Guayaquil, 24 de maig de 1996) fou un futbolista equatorià de la dècada de 1960.
Fou 27 cops internacional amb la selecció de l'Equador.
Pel que fa a clubs, defensà els colors de Emelec, Barcelona SC i Miami Gatos.